# Baleares (křižník)
Baleares byl těžký křižník španělského námořnictva třídy Canarias. Sloužíl v letech 1936–1938. Byl potopen v bojích španělské občanské války.

## Stavba
Křižníky třídy Canarias byly upravenou verzi britských těžkých křižníků třídy Kent. Jejích stavbou byla pověřena loděnice SECN ve Ferrolu, která byla španělskou pobočkou koncernu Vickers-Armstrongs. Kýl Baleares byl založen 15. srpna 1928. Křižník byl na vodu spuštěn 20. dubna 1932 a do služby zařazen 28. prosince 1936.

## Konstrukce
Plánovanou výzbroj křižníku tvořilo osm 203mm kanónů ve dvoudělových věžích, osm 120mm kanónů, osm 40mm kanónů, čtyři 12,7mm kulomety a čtyři trojhlavňové 533mm torpédomety. Na zádi měly být neseny dva hydroplány a katapult. Pancéřování tvořily boky silné 51 mm, 37 mm silná paluba a čela dělových věží silné 25 mm. Pohonný systém tvořily čtyři turbíny Parsons a osm kotlů Yarrow. Jeho výkon byl 90 000 hp. Nejvyšší rychlost dosahovala 33 uzlů. Dosah byl 8000 námořních mil při rychlosti 15 uzlů.
Kvůli vypuknutí občanské války byl křižník zařazen bez kompletní výzbroje a hydroplánů. Zpočátku Baleares měl jen obě přední dělové věže, dále čtyři 120mm kanóny, čtyři 100mm kanóny a několik 40mm kanónů. V lednu 1937 byla v Cádizu instalována třetí dělová věž a systém řízení palby. Na konci roku 1937 byly 40mm kanóny nahrazeny čtyřmi 88mm kanóny.

## Služba
Křižník se účastnil bojů španělské občanské války na straně nacionalistů. Dne 6. března 1938 byl v bitvě u mysu Palos potopen dvěma torpédy, které vypustily republikánské torpédoborce Sánchez Barcáiztegui, Almirante Antequera a Lepanto.